# Шиля (Росія)
Шиля́ (рос. Шиля) — село у складі Хілоцького району Забайкальського краю, Росія. Входить до складу Закультинського сільського поселення.

## Населення
Населення — 180 осіб (2010; 180 у 2002).
Національний склад (станом на 2002 рік):
- буряти — 99 %